# Rophites heinrichi
Rophites heinrichi är en biart som beskrevs av Schwammberger 1976. Rophites heinrichi ingår i släktet blomdyrkarbin, och familjen vägbin. Inga underarter finns listade i Catalogue of Life.